# Гусев, Борис Михайлович
Борис Михайлович Гусев (15 января 1926 — ?) — советский инженер, учёный, специалист в области обработки радиолокационной информации, лауреат Государственной премии СССР (1977).
Родился в с. Запрудное Работкинского района Горьковской области.
Окончил Горьковский политехнический институт (1951).
С 1951 по 1957 год инженер, старший инженер на радиотехническом заводе п/я 3364, Москва.
С 1957 по 1999 год работал в МНИИРЭ «Альтаир»: старший инженер, старший научный сотрудник, начальник лаборатории, зам. главного инженера.
Разработчик устройств цифровой автоматики.
Главный конструктор систем обработки радиолокационной информации и целеуказания «Байкал-С4», «Байкал-1143», «Байкал-Ф». Участвовал на всех этапах их испытаний на кораблях ВМФ.
Кандидат технических наук (1952).
Автор 39 научных трудов, получил 19 авторских свидетельств.
Лауреат Государственной премии СССР (1977). Награждён орденами Трудового Красного Знамени (1985), «Знак Почёта» (1974), 7 медалями.